# Stephan Keller (Fussballspieler)
Stephan Andrin Keller (* 31. Mai 1979 in Zürich) ist ein Schweizer Fussballtrainer und ehemaliger Fussballspieler. Er war bis November 2022 als Cheftrainer beim Schweizer Zweitligisten FC Aarau tätig.

## Karriere
Stephan Keller ist Verteidiger und spielte für 13 Jahre bei den Junioren von Grasshoppers Zürich. 1999 wechselte er zu Neuchâtel Xamax, wo er sofort zum Stammspieler wurde. In zwei Jahren bestritt er für den Verein 63 Ligaspiele und erzielte ein Tor. 2001 wechselte er zum SC Kriens, bevor er ein halbes Jahr später zum FC Zürich ging. Dort erlebte er in der Folgezeit seine bisher erfolgreichste Zeit. In 61 Spielen schoss er drei Tore. Nachdem er 2002 bei der U-21-Europameisterschaft 2002 mit der Schweizer Auswahl den Halbfinal erreicht hatte, wurde er auch in die Schweizer Fussballnationalmannschaft berufen, für die er bis 2003 drei Teileinsätze bestritt.
Nachdem er seinen Stammplatz beim FC Zürich verloren hatte, wechselte Keller Anfang 2004 zum FC Aarau. Wiederum ein halbes Jahr später ging er nach Deutschland und schloss sich dem Zweitligaaufsteiger FC Rot-Weiß Erfurt an, bei dem er sich nicht durchsetzen konnte. Nachdem er in 19 Zweitligaspielen zwei Tore erzielt hatte und die Thüringer am Saisonende abgestiegen waren, wechselte Keller zum niederländischen Erstligisten RKC Waalwijk. Dort war er in der Saison 2005/06 Stammspieler und stand in 30 Spielen auf dem Platz, in denen er drei Treffer erzielte. Sein Vertrag in Waalwijk lief bis 2008. 2009 ging er zum Sydney FC. In der Saison 2011/12 spielte er für den niederländischen Zweitligisten Willem II Tilburg.